# Liste der Staatsoberhäupter 2012
Übersicht
◄◄ | ◄ | 2008 | 2009 | 2010 | 2011 | Liste der Staatsoberhäupter 2012 | 2013 | 2014 | 2015 | 2016 | ► | ►►

Weitere Ereignisse

## Afrika
- Ägypten
  - Staatsoberhaupt:
    - Vorsitzender des Obersten Rats der Streitkräfte Mohammed Hussein Tantawi (2011–30. Juni 2012)
    - Präsident Mohammed Mursi (30. Juni 2012–2013)

  - Regierungschef:
    - Ministerpräsident Kamal al-Ganzuri (1996–1999, 2011–2. August 2012)
    - Ministerpräsident Hischam Kandil (2. August 2012–2013)
- Algerien
  - Staatsoberhaupt: Präsident Abd al-Aziz Bouteflika (1999–2019)
  - Regierungschef:
    - Ministerpräsident Ahmed Ouyahia (1995–1998, 2003–2006, 2008–3. September 2012, 2017–2019)
    - Ministerpräsident Abdelmalek Sellal (3. September 2012–2014, 2014–2017)
- Angola
  - Staats- und Regierungschef: Präsident José Eduardo dos Santos (1979–2017)
- Äquatorialguinea
  - Staatsoberhaupt: Präsident Teodoro Obiang Nguema Mbasogo (seit 1979) (bis 1982 Vorsitzender des Obersten Militärrats)
  - Regierungschef:
    - Premierminister Ignacio Milam Tang (2008–21. Mai 2012)
    - Premierminister Vicente Ehate Tomi (seit 21. Mai 2012–2016)
- Äthiopien
  - Staatsoberhaupt: Präsident Girma Wolde-Giorgis (2001–2013)
  - Regierungschef:
    - Ministerpräsident Meles Zenawi (1995–20. August 2012) (1991–1995 Präsident)
    - Ministerpräsident Hailemariam Desalegn (20. August 2012–2018) (bis 21. September 2012 kommissarisch)
- Benin
  - Staatsoberhaupt: Präsident Boni Yayi (2006–2016)
  - Regierungschef: Ministerpräsident Pascal Koupaki (2011–2013)
- Botswana
  - Staats- und Regierungschef: Präsident Ian Khama (2008–2018)
- Burkina Faso
  - Staatsoberhaupt: Präsident Blaise Compaoré (1987–2014)
  - Regierungschef: Ministerpräsident Luc-Adolphe Tiao (2011–2014)
- Burundi
  - Staats- und Regierungschef: Präsident Pierre Nkurunziza (2005–2020)
- Dschibuti
  - Staatsoberhaupt: Präsident Ismail Omar Guelleh (seit 1999)
  - Regierungschef: Ministerpräsident Dileita Mohamed Dileita (2001–2013)
- Elfenbeinküste
  - Staatsoberhaupt: Präsident Alassane Ouattara (seit 2010) (1990–1993 Ministerpräsident)
  - Regierungschef:
    - Ministerpräsident Guillaume Soro (2007–13. März 2012)
    - Ministerpräsident Jeannot Ahoussou-Kouadio (13. März 2012–21. November 2012)
    - Ministerpräsident Daniel Kablan Duncan (1993–1999, 21. November 2012–2017)
- Eritrea
  - Staats- und Regierungschef: Präsident Isayas Afewerki (seit 1993)
- Gabun
  - Staatsoberhaupt: Präsident Ali-Ben Bongo Ondimba (2009–2023)
  - Regierungschef:
    - Premierminister Paul Biyoghé Mba (2009–27. Februar 2012)
    - Premierminister Raymond Ndong Sima (27. Februar 2012–2014, seit 2023)
- Gambia
  - Staats- und Regierungschef: Präsident Yahya Jammeh (1994–2017) (bis 1996 Vorsitzender des Provisorischen Regierungsrats der Armee)
- Ghana
  - Staats- und Regierungschef:
    - Präsident John Atta Mills (2009–24. Juli 2012)
    - Präsident John Dramani Mahama (24. Juli 2012–2017, seit 2025)
- Guinea
  - Staatsoberhaupt: Präsident Alpha Condé (2010–2021)
  - Regierungschef: Premierminister Mohamed Saïd Fofana (2010–2015)
- Guinea-Bissau
  - Staatsoberhaupt:
    - Präsident Malam Bacai Sanhá (1999–2000, 2009–9. Januar 2012)
    - Präsident der Nationalversammlung Raimundo Pereira (2009, 9. Januar 2012–12. April 2012) (kommissarisch)
    - Führer des Militärkommandos Mamadu Turé Kuruma (12. April 2012–11. Mai 2012)
    - Präsident Manuel Serifo Nhamadjo (11. Mai 2012–2014) (kommissarisch)

  - Regierungschef:
    - Premierminister Carlos Gomes Júnior (2004–2005, 2009–10. Februar 2012)
    - Premierministerin Adiato Diallo Nandigna (10. Februar 2012–12. April 2012)
    - Premierminister Rui Duarte de Barros (12. April 2012–2014, 2023–2025) (kommissarisch)
- Kamerun
  - Staatsoberhaupt: Präsident Paul Biya (seit 1982)
  - Regierungschef: Ministerpräsident Philémon Yang (2009–2019)
- Kap Verde
  - Staatsoberhaupt: Präsident Jorge Carlos Fonseca (2011–2021)
  - Regierungschef: Premierminister José Maria Neves (2001–2016) (seit 2021 Präsident)
- Kenia
  - Staatsoberhaupt: Präsident Mwai Kibaki (2002–2013)
  - Regierungschef: Ministerpräsident Raila Odinga (2008–2013)
- Komoren
  - Staats- und Regierungschef: Präsident Ikililou Dhoinine (2011–2016)
- Demokratische Republik Kongo (bis 1964 Kongo-Léopoldville, 1964–1971 Demokratische Republik Kongo, 1971–1997 Zaïre)
  - Staatsoberhaupt: Präsident Joseph Kabila (2001–2019)
  - Regierungschef:
    - Ministerpräsident Adolphe Muzito (2008–6. März 2012)
    - Vize-Ministerpräsident Louis Koyagialo (6. März 2012–18. April 2012) (kommissarisch)
    - Ministerpräsident Augustin Matata Ponyo (seit 18. April 2012–2016)
- Republik Kongo (1960–1970 Kongo-Brazzaville; 1970–1992 Volksrepublik Kongo)
  - Staats- und Regierungschef: Präsident Denis Sassou-Nguesso (1979–1992, seit 1997)
- Lesotho
  - Staatsoberhaupt: König Letsie III. (1990–1995, seit 1996)
  - Regierungschef:
    - Ministerpräsident Bethuel Pakalitha Mosisili (1998–8. Juni 2012, 2015–2017)
    - Ministerpräsident Thomas Thabane (8. Juni 2012–2015, 2017–2020)
- Liberia
  - Staats- und Regierungschef: Präsidentin Ellen Johnson Sirleaf (2006–2018)
- Libyen
  - Staatsoberhaupt:
    - Vorsitzender des nationalen Übergangsrats Mustafa Abd al-Dschalil (2011–9. August 2012)
    - Präsident der Allgemeinen Nationalversammlung Mohammed Ali Salim (9. August 2012–10. August 2012)
    - Präsident der Allgemeinen Nationalversammlung Mohamed Yusuf al Magariaf (10. August 2012–2013)

  - Regierungschef:
    - Ministerpräsident Abdel Rahim el-Kib (2011–12. September 2012)
    - Ministerpräsident Mustafa Abu Schagur (13. September 2012–7. Oktober 2012)
    - Ministerpräsident Ali Seidan (14. Oktober 2012–2014)
- Madagaskar
  - Staatsoberhaupt: Präsident Andry Rajoelina (2009–2014, 2019–2023, seit 2023)
  - Regierungschef: Premierminister Omer Beriziky (2011–2014)
- Malawi
  - Staats- und Regierungschef:
    - Präsident Bingu wa Mutharika (2004–5. April 2012)
    - Präsidentin Joyce Banda (5. April 2012–2014) (bis 7. April kommissarisch)
- Mali
  - Staatsoberhaupt:
    - Präsident Amadou Toumani Touré (1991–1992, 2002–22. März 2012)
    - Präsident Amadou Haya Sanogo (22. März 2012–12. April 2012)
    - Vorsitzender des Nationalkomitees für die Wiederherstellung von Demokratie und Staat Dioncounda Traoré (12. April 2012–2013) (kommissarisch)

  - Regierungschef:
    - Ministerpräsidentin Cissé Mariam Kaïdama Sidibé (2011–22. März 2012)
    - Ministerpräsident Cheick Modibo Diarra (22. März 2012–11. Dezember 2012) (kommissarisch)
    - Ministerpräsident Django Sissoko (11. Dezember 2012–2013) (kommissarisch)
- Marokko
  - Staatsoberhaupt: König Mohammed VI. (seit 1999)
  - Regierungschef: Ministerpräsident Abdelilah Benkirane (2011–2017)
- Mauretanien
  - Staatsoberhaupt: Präsident Mohamed Ould Abdel Aziz (2008–2009, 2009–2019)
  - Regierungschef: Ministerpräsident Moulaye Ould Mohamed Laghdhaf (2008–2014)
- Mauritius
  - Staatsoberhaupt:
    - Präsident Anerood Jugnauth (2003–31. März 2012) (1982–1985, 2000–2003, 2014–2017 Ministerpräsident)
    - Vizepräsidentin Monique Ohsan Bellepeau (31. März 2012–21. Juli 2012) (kommissarisch)
    - Präsident Kailash Purryag (21. Juli 2012–2015)

  - Regierungschef: Premierminister Navin Ramgoolam (1995–2000, 2005–2014, seit 2024)
- Mosambik
  - Staatsoberhaupt: Präsident Armando Guebuza (2005–2015)
  - Regierungschef:
    - Premierminister Aires Ali (2010–8. Oktober 2012)
    - Premierminister Alberto Vaquina (8. Oktober 2012–2015)
- Namibia
  - Staatsoberhaupt: Präsident Hifikepunye Pohamba (2005–2015)
  - Regierungschef:
    - Premierminister Nahas Angula (2005–4. Dezember 2012)
    - Premierminister Hage Geingob (1990–2002, 4. Dezember 2012–2015) (2015–2024 Präsident)
- Niger
  - Staatsoberhaupt: Präsident Mahamadou Issoufou (2011–2021) (1993–1994 Ministerpräsident)
  - Regierungschef: Premierminister Brigi Rafini (2011–2021)
- Nigeria
  - Staats- und Regierungschef: Präsident Goodluck Jonathan (2010–2015)
- Ruanda
  - Staatsoberhaupt: Präsident Paul Kagame (seit 2000)
  - Regierungschef: Ministerpräsident Pierre Habumuremyi (2011–2014)
- Sambia
  - Staats- und Regierungschef: Präsident Michael Sata (2011–2014)
- São Tomé und Príncipe
  - Staatsoberhaupt: Präsident Manuel Pinto da Costa (1975–1991, 2011–2016)
  - Regierungschef:
    - Premierminister Patrice Trovoada (2008, 2010–12. Dezember 2012, 2014–2018, 2022–2025)
    - Premierminister Gabriel Arcanjo da Costa (2002, 12. Dezember 2012–2014)
- Senegal
  - Staatsoberhaupt:
    - Präsident Abdoulaye Wade (2000–2. April 2012)
    - Präsident Macky Sall (2. April 2012–2024) (2004–2007 Premierminister)

  - Regierungschef:
    - Premierminister Souleymane Ndéné Ndiaye (2009–5. April 2012)
    - Premierminister Abdoul Mbaye (5. April 2012–2013)
- Seychellen
  - Staats- und Regierungschef: Präsident James Alix Michel (2004–2016)
- Sierra Leone
  - Staats- und Regierungschef: Präsident Ernest Koroma (2007–2018)
- Simbabwe
  - Staatsoberhaupt: Präsident Robert Mugabe (1987–2017) (1980–1987 Ministerpräsident)
  - Regierungschef: Ministerpräsident Morgan Tsvangirai (2009–2013)
- Somalia
  - Staatsoberhaupt:
    - Präsident Sharif Sheikh Ahmed (2009–20. August 2012)
    - Parlamentssprecher Muse Hassan Abdulle (20. August 2012–28. August 2012) (kommissarisch)
    - Präsident Mohammed Osman Jawari (28. August 2012–16. September 2012) (kommissarisch)
    - Präsident Hassan Sheikh Mohamud (16. September 2012–2017, seit 2022)

  - Regierungschef:
    - Ministerpräsident Abdiweli Mohamed Ali (2011–17. Oktober 2012)
    - Ministerpräsident Abdi Farah Shirdon (17. Oktober 2012–2013)

  - Somaliland (international nicht anerkannt)
    - Staats- und Regierungschef: Präsident Ahmed Mohammed Mahamoud Silanyo (seit 2010)
- Südafrika
  - Staats- und Regierungschef: Präsident Jacob Zuma (2009–2018)
- Sudan
  - Staats- und Regierungschef: Präsident Umar al-Baschir (1989–2019)
- Südsudan
  - Staats- und Regierungschef: Präsident Salva Kiir Mayardit (seit 2011)
- Swasiland
  - Staatsoberhaupt: König Mswati III. (seit 1986)
  - Regierungschef: Premierminister Barnabas Sibusiso Dlamini (1996–2003, 2008–2018)
- Tansania
  - Staatsoberhaupt: Präsident Jakaya Kikwete (2005–2015)
  - Regierungschef: Ministerpräsident Mizengo Pinda (2008–2015)
- Togo
  - Staatsoberhaupt: Präsident Faure Gnassingbé (2005, 2005–2025) (seit 2025 Premierminister)
  - Regierungschef:
    - Premierminister Gilbert Houngbo (2008–23. Juli 2012)
    - Premierminister Kwesi Ahoomey-Zunu (23. Juli 2012–2015)
- Tschad
  - Staatsoberhaupt: Präsident Idriss Déby (1990–2021)
  - Regierungschef: Premierminister Emmanuel Nadingar (2010–2013)
- Tunesien
  - Staatsoberhaupt: Präsident Moncef Marzouki (2011–2014)
  - Regierungschef: Ministerpräsident Hamadi Jebali (2011–2013)
- Uganda
  - Staatsoberhaupt: Präsident Yoweri Museveni (seit 1986)
  - Regierungschef: Ministerpräsident Amama Mbabazi (2011–2014)
- Westsahara (umstritten)
  - Staatsoberhaupt: Präsident Mohamed Abdelaziz (1976–2016) (im Exil)
  - Regierungschef: Ministerpräsident Abdelkader Taleb Oumar (2003–2018) (im Exil)
- Zentralafrikanische Republik
  - Staatsoberhaupt: Präsident François Bozizé (2003–2013)
  - Regierungschef: Ministerpräsident Faustin-Archange Touadéra (2008–2013) (seit 2016 Präsident)

## Amerika

### Nordamerika
- Kanada
  - Staatsoberhaupt: Königin Elisabeth II. (1952–2022)
    - Generalgouverneur: David Johnston (2010–2017)

  - Regierungschef: Premierminister Stephen Harper (2006–2015)
- Mexiko
  - Staats- und Regierungschef:
    - Präsident Felipe Calderón (2006–1. Dezember 2012)
    - Präsident Enrique Peña Nieto (1. Dezember 2012–2018)
- Vereinigte Staaten von Amerika
  - Staats- und Regierungschef: Präsident Barack Obama (2009–2017)

### Mittelamerika
- Antigua und Barbuda
  - Staatsoberhaupt: Königin Elisabeth II. (1981–2022)
    - Generalgouverneurin: Louise Lake-Tack (2007–2014)

  - Regierungschef: Premierminister Baldwin Spencer (2004–2014)
- Bahamas
  - Staatsoberhaupt: Königin Elisabeth II. (1973–2022)
    - Generalgouverneur: Arthur Foulkes (2010–2014)

  - Regierungschef:
    - Premierminister Hubert Ingraham (1992–2002, 2007–8. Mai 2012)
    - Premierminister Perry Christie (2002–2007, 8. Mai 2012–2017)
- Barbados
  - Staatsoberhaupt: Königin Elisabeth II. (1966–2021)
    - Generalgouverneur: Elliot Belgrave (2011–30. Mai 2012, 2012–2017) (kommissarisch)
    - Generalgouverneurin: Sandra Mason (30. Mai 2012–1. Juni 2012) (kommissarisch)
    - Generalgouverneur: Elliot Belgrave (2011–2012, 1. Juni 2012–2017)

  - Regierungschef: Ministerpräsident Freundel Stuart (2010–2018)
- Belize
  - Staatsoberhaupt: Königin Elisabeth II. (1981–2022)
    - Generalgouverneur: Colville Young (1993–2021)

  - Regierungschef: Premierminister Dean Barrow (2008–2020)
- Costa Rica
  - Staats- und Regierungschef: Präsidentin Laura Chinchilla (2010–2014)
- Dominica
  - Staatsoberhaupt:
    - Präsident Nicholas Liverpool (2003–17. September 2012)
    - Präsident Eliud Williams (17. September 2012–2013)

  - Regierungschef: Premierminister Roosevelt Skerrit (seit 2004)
- Dominikanische Republik
  - Staats- und Regierungschef:
    - Präsident Leonel Fernández (1996–2000, 2004–16. August 2012)
    - Präsident Danilo Medina (16. August 2012–2020)
- El Salvador
  - Staats- und Regierungschef: Präsident Mauricio Funes (2009–2014)
- Grenada
  - Staatsoberhaupt: Königin Elisabeth II. (1974–2022)
    - Generalgouverneur: Carlyle Glean (2008–2013)

  - Regierungschef: Premierminister Tillman Thomas (2008–2013)
- Guatemala
  - Staats- und Regierungschef:
    - Präsident Álvaro Colom Caballeros (2008–14. Januar 2012)
    - Präsident Otto Pérez Molina (14. Januar 2012–2015)
- Haiti
  - Staatsoberhaupt: Präsident Michel Martelly (2011–2016)
  - Regierungschef:
    - Ministerpräsident Garry Conille (2011–16. Mai 2012)
    - Ministerpräsident Laurent Lamothe (16. Mai 2012–2014)
- Honduras
  - Staats- und Regierungschef: Präsident Porfirio Lobo Sosa (2010–2014)
- Jamaika
  - Staatsoberhaupt: Königin Elisabeth II. (1962–2022)
    - Generalgouverneur: Patrick Allen (seit 2009)

  - Regierungschef:
    - Premierminister Andrew Holness (2011–5. Januar 2012, seit 2016)
    - Premierministerin Portia Simpson Miller (2006–2007, seit 5. Januar 2012–2016)
- Kuba
  - Staatsoberhaupt und Regierungschef: Präsident des Staatsrats und des Ministerrats Raúl Castro (2006–2018) (bis 2008 kommissarisch)
- Nicaragua
  - Staats- und Regierungschef: Präsident Daniel Ortega (1985–1990, seit 2007) (1979–1985 Mitglied der Regierungsjunta des nationalen Wiederaufbaus)
- Panama
  - Staats- und Regierungschef: Präsident Ricardo Martinelli (2009–2014)
- St. Kitts und Nevis
  - Staatsoberhaupt: Königin Elisabeth II. (1983–2022)
    - Generalgouverneur: Cuthbert Sebastian (1996–2013)

  - Regierungschef: Ministerpräsident Denzil Douglas (1995–2015)
- St. Lucia
  - Staatsoberhaupt: Königin Elisabeth II. (1979–2022)
    - Generalgouverneurin: Dame Pearlette Louisy (1997–2017)

  - Regierungschef: Ministerpräsident Kenneth Anthony (1997–2006, 2011–2016)
- St. Vincent und die Grenadinen
  - Staatsoberhaupt: Königin Elisabeth II. (1979–2022)
    - Generalgouverneur: Frederick Ballantyne (2002–2019)

  - Regierungschef: Ministerpräsident Ralph Gonsalves (seit 2001)
- Trinidad und Tobago
  - Staatsoberhaupt: Präsident George Maxwell Richards (2003–2013)
  - Regierungschef: Premierministerin Kamla Persad-Bissessar (2010–2015, seit 2025)

### Südamerika
- Argentinien
  - Staats- und Regierungschef: Präsidentin Cristina Fernández de Kirchner (2007–2015)
- Bolivien
  - Staats- und Regierungschef: Präsident Evo Morales (2006–2019)
- Brasilien
  - Staats- und Regierungschef: Präsidentin Dilma Rousseff (2011–2016)
- Chile
  - Staats- und Regierungschef: Präsident Sebastián Piñera (2010–2014)
- Ecuador
  - Staats- und Regierungschef: Präsident Rafael Correa (2007–2017)
- Guyana
  - Staatsoberhaupt: Präsident Donald Ramotar (2011–2015)
  - Regierungschef: Ministerpräsident Sam Hinds (1992–1997, 1997–1999, 1999–2015) (1997 Präsident)
- Kolumbien
  - Staats- und Regierungschef: Präsident Juan Manuel Santos (2010–2018)
- Paraguay
  - Staats- und Regierungschef:
    - Präsident Fernando Lugo (2008–22. Juni 2012)
    - Präsident Federico Franco (22. Juni 2012–2013)
- Peru
  - Staatsoberhaupt: Präsident Ollanta Humala (2011–2016)
  - Regierungschef:
    - Ministerpräsident Óscar Valdés (11. Dezember 2011 – 23. Juli 2012)
    - Ministerpräsident Juan Jiménez Mayor (23. Juli 2012–2013)
- Suriname
  - Staats- und Regierungschef: Präsident Dési Bouterse (1980, 1982, 2010–2020)
  - Regierungschef: Vizepräsident Robert Ameerali (2010–2015)
- Uruguay
  - Staats- und Regierungschef: Präsident José Mujica (2010–2015)
- Venezuela
  - Staats- und Regierungschef: Präsident Hugo Chávez (1999–2002, 2002–2013)

## Asien

### Ost-, Süd- und Südostasien
- Bangladesch
  - Staatsoberhaupt: Präsident Zillur Rahman (2009–2013)
  - Regierungschef: Premierministerin Hasina Wajed (1996–2001, 2009–2024)
- Bhutan
  - Staatsoberhaupt: König Jigme Khesar Namgyel Wangchuck (seit 2006)
  - Regierungschef: Ministerpräsident Jigme Thinley (1998–1999, 2003–2004, 2008–2013)
- Brunei
  - Staats- und Regierungschef: Sultan Hassanal Bolkiah (seit 1967)
- Republik China (Taiwan)
  - Staatsoberhaupt: Präsident Ma Ying-jeou (seit 2008–2016)
  - Regierungschef:
    - Ministerpräsident Wu Den-yih (2009–6. Februar 2012)
    - Ministerpräsident Sean Chen (6. Februar 2012–2013)
- Volksrepublik China
  - Staatsoberhaupt: Präsident Hu Jintao (2003–2013)
  - Regierungschef: Staatsratsvorsitzender Wen Jiabao (2003–2013)
- Indien
  - Staatsoberhaupt:
    - Präsidentin Pratibha Patil (2007–25. Juli 2012)
    - Präsident Pranab Mukherjee (seit 25. Juli 2012–2016)

  - Regierungschef: Premierminister Manmohan Singh (2004–2014)
- Indonesien
  - Staatsoberhaupt und Regierungschef : Präsident Susilo Bambang Yudhoyono (2004–2014)
- Japan
  - Staatsoberhaupt: Kaiser Akihito (1989–2019)
  - Regierungschef:
    - Premierminister Yoshihiko Noda (2011–26. Dezember 2012)
    - Premierminister Shinzō Abe (2006–2007, seit 26. Dezember 2012–2020)
- Kambodscha
  - Staatsoberhaupt: König Norodom Sihamoni (seit 2004)
  - Regierungschef: Premierminister Hun Sen (1985–2023)
- Nordkorea
  - De-facto-Herrscher: Kim Jong-un (seit 2011)
  - Vorsitzender des Präsidiums der Obersten Volksversammlung: Kim Yong-nam (1998–2019)
  - Regierungschef: Ministerpräsident Choe Yong-rim (2010–2013)
- Südkorea
  - Staatsoberhaupt: Präsident Lee Myung-bak (2008–2013)
  - Regierungschef: Ministerpräsident Kim Hwang-sik (2010–2013)
- Laos
  - Staatsoberhaupt: Präsident Choummaly Sayasone (2006–2016)
  - Regierungschef: Premierminister Thongsing Thammavong (2010–2016)
- Malaysia
  - Staatsoberhaupt: Oberster Herrscher Abdul Halim Mu’adzam Shah (seit 2011–2016)
  - Regierungschef: Premierminister Najib Razak (2009–2018)
- Malediven
  - Staats- und Regierungschef:
    - Präsident Mohamed Nasheed (2008–7. Februar 2012)
    - Präsident Mohammed Waheed Hassan (7. Februar 2012–2013)
- Myanmar
  - Staats- und Regierungschef: Staatspräsident Thein Sein (2011–2016) (2007–2011 Ministerpräsident)
- Nepal
  - Staatsoberhaupt: Präsident Ram Baran Yadav (2008–2015)
  - Regierungschef: Premierminister Baburam Bhattarai (2011–2013)
- Osttimor
  - Staatsoberhaupt:
    - Präsident José Ramos-Horta (2007–2008, 2008–20. Mai 2012, seit 2022) (2006–2007 Premierminister)
    - Präsident Taur Matan Ruak (20. Mai 2012–2017) (2018–2023 Premierminister)

  - Regierungschef: Premierminister Xanana Gusmão (2007–2015, seit 2023) (2002–2007 Präsident)
- Pakistan
  - Staatsoberhaupt: Präsident Asif Ali Zardari (2008–2013, seit 2024)
  - Regierungschef:
    - Ministerpräsident Yousaf Raza Gilani (2008–19. Juni 2012)
    - Ministerpräsident Raja Pervez Ashraf (22. Juni 2012–2013)
- Philippinen
  - Staats- und Regierungschef: Präsident Benigno Aquino III. (2010–2016)
- Singapur
  - Staatsoberhaupt: Präsident Tony Tan Keng Yam (2011–2017)
  - Regierungschef: Premierminister Lee Hsien Loong (2004–2024)
- Sri Lanka
  - Staatsoberhaupt: Präsident Mahinda Rajapaksa (2005–2015) (2004–2005, 2018, 2019–2022 Premierminister)
  - Regierungschef: Premierminister D. M. Jayaratne (2010–2015)
- Thailand
  - Staatsoberhaupt: König Rama IX. Bhumibol Adulyadej (1946–2016)
  - Regierungschef: Ministerpräsidentin Yingluck Shinawatra (2011–2014)
- Vietnam
  - Staatsoberhaupt: Präsident Trương Tấn Sang (2011–2016)
  - Regierungschef: Premierminister Nguyễn Tấn Dũng (2006–2016)

### Vorderasien
- Armenien
  - Staatsoberhaupt: Präsident Sersch Sargsjan (2008–2018) (2007–2008 und 2018 Ministerpräsident)
  - Regierungschef: Ministerpräsident Tigran Sargsjan (2008–2014)
- Aserbaidschan
  - Staatsoberhaupt: Präsident İlham Əliyev (seit 2003)
  - Regierungschef: Ministerpräsident Artur Rasizadə (1996–2003, 2003–2018)
  - Bergkarabach (international nicht anerkannt)
    - Staatsoberhaupt: Präsident Bako Sahakjan (2007–2020)
    - Regierungschef: Ministerpräsident Arajik Harutjunjan (2007–2020) (seit 2020 Präsident)
- Bahrain
  - Staatsoberhaupt: König Hamad bin Isa Al Chalifa (seit 1999) (bis 2002 Emir)
  - Regierungschef: Ministerpräsident Chalifa ibn Salman Al Chalifa (1971–2020)
- Georgien
  - Staatsoberhaupt: Präsident Micheil Saakaschwili (2004–2007, 2008–2013)
  - Regierungschef:
    - Ministerpräsident Nika Gilauri (2009–4. Juli 2012)
    - Ministerpräsident Wano Merabischwili (4. Juli 2012–25. Oktober 2012)
    - Ministerpräsident Bidsina Iwanischwili (25. Oktober 2012–2013)

  - Abchasien (international nicht anerkannt)
    - Staatsoberhaupt: Präsident Alexander Ankwab (2011–2014) (2005–2010, seit 2020 Ministerpräsident)
    - Regierungschef: Ministerpräsident Leonid Lakerbaia (2011–2014)

  - Südossetien (international nicht anerkannt)
    - Staatsoberhaupt:
      - Ministerpräsident Wadim Browzew (2011–19. April 2012) (kommissarisch)
      - Präsident Leonid Tibilow (19. April 2012–2017)

    - Regierungschef:
      - Ministerpräsident Wadim Browzew (2009–26. April 2012)
      - Ministerpräsident Rostislaw Chugajew (26. April 2012–2014)
- Irak
  - Staatsoberhaupt: Präsident Dschalal Talabani (2005–2014)
  - Regierungschef: Ministerpräsident Nuri al-Maliki (2006–2014)
- Iran
  - Religiöses Oberhaupt: Oberster Rechtsgelehrter Ali Chamene’i (seit 1989) (1981–1989 Ministerpräsident)
  - Regierungschef: Präsident Mahmud Ahmadinedschad (2005–2013)
- Israel
  - Staatsoberhaupt: Präsident Schimon Peres (2007–2014) (1977, 1984–1986, 1995–1996 Ministerpräsident)
  - Regierungschef: Ministerpräsident Benjamin Netanjahu (1996–1999, 2009–2021, seit 2022)
- Jemen
  - Staatsoberhaupt:
    - Präsident Ali Abdullah Salih (1990–25. Februar 2012) (1978–1990 Präsident des Nordjemen)
    - Präsident Abed Rabbo Mansur Hadi (25. Februar 2012–2022)

  - Regierungschef: Ministerpräsident Mohammed Basindawa (2011–2014)
- Jordanien
  - Staatsoberhaupt: König Abdullah II. (seit 1999)
  - Regierungschef:
    - Ministerpräsident Aun Schaukat al-Chasauneh (2011–2. Mai 2012)
    - Ministerpräsident Fayez al-Tarawneh (1998–1999, 2. Mai 2012–11. Oktober 2012)
    - Ministerpräsident Abdullah Ensour (seit 11. Oktober 2012–2016)
- Katar
  - Staatsoberhaupt: Emir Hamad bin Chalifa Al Thani (1995–2013) (1995–1996 Ministerpräsident)
  - Regierungschef: Ministerpräsident Hamad ibn Dschasim ibn Dschabir Al Thani (2007–2013)
- Kuwait
  - Staatsoberhaupt: Emir Sabah al-Ahmad al-Dschabir as-Sabah (2006–2020) (2003–2006 Ministerpräsident)
  - Regierungschef: Ministerpräsident Dschabir Mubarak al-Hamad as-Sabah (2011–2019)
- Libanon
  - Staatsoberhaupt: Präsident Michel Sulaiman (2008–2014)
  - Regierungschef: Ministerpräsident Nadschib Miqati (2005, 2011–2014, 2021–2025) (2022–2025 Staatsoberhaupt)
- Oman
  - Staats- und Regierungschef: Sultan Qabus ibn Said (1970–2020)
- Palästinensische Autonomiegebiete
  - Staatsoberhaupt: Präsident Mahmud Abbas (seit 2005) (2003 Ministerpräsident)
  - Regierungschef:
    - Ministerpräsident Ismail Haniyya (2006–2007) (regiert weiterhin den Gazastreifen und erkennt Fayyad nicht an)
    - Ministerpräsident Salam Fayyad (2007–2013) (regiert de facto in Westjordanland)
- Saudi-Arabien
  - Staats- und Regierungschef: König Abdullah ibn Abd al-Aziz (2005–2015)
- Syrien
  - Staatsoberhaupt: Präsident Baschar al-Assad (2000–2024)
  - Regierungschef:
    - Ministerpräsident Adel Safar (2011–26. Juni 2012)
    - Ministerpräsident Riyad Farid Hidschab (26. Juni 2012–6. August 2012)
    - Ministerpräsident Omar Ghalawandschi (6. August 2012–11. August 2012) (kommissarisch)
    - Ministerpräsident Wael al-Halki (11. August 2012–2016)
- Türkei
  - Staatsoberhaupt: Präsident Abdullah Gül (2007–2014) (2002–2003 Ministerpräsident)
  - Regierungschef: Ministerpräsident Recep Tayyip Erdoğan (2003–2014) (seit 2014 Präsident)
- Vereinigte Arabische Emirate
  - Staatsoberhaupt: Präsident Chalifa bin Zayid Al Nahyan (2004–2022) (2004–2022 Emir von Abu Dhabi)
  - Regierungschef: Ministerpräsident Muhammad bin Raschid Al Maktum (seit 2006) (seit 2006 Emir von Dubai)

### Zentralasien
- Afghanistan
  - Staats- und Regierungschef: Präsident Hamid Karzai (2001–2014)
- Kasachstan
  - Staatsoberhaupt: Präsident Nursultan Nasarbajew (1991–2019)
  - Regierungschef:
    - Ministerpräsident Kärim Mässimow (2007–24. September 2012, seit 2014)
    - Ministerpräsident Serik Achmetow (24. September 2012–2014)
- Kirgisistan
  - Staatsoberhaupt: Präsident Almasbek Atambajew (2011–2017) (2007, 2010–2011 Ministerpräsident)
  - Regierungschef:
    - Ministerpräsident Ömürbek Babanow (2011–1. September 2012)
    - Ministerpräsident Aaly Karaschew (1. September 2012–5. September 2012) (kommissarisch)
    - Ministerpräsident Dschantörö Satybaldijew (5. September 2012–2014)
- Mongolei
  - Staatsoberhaupt: Präsident Tsachiagiin Elbegdordsch (2009–2017) (1998, 2004–2006 Ministerpräsident)
  - Regierungschef:
    - Ministerpräsident Süchbaataryn Batbold (2009–9. August 2012)
    - Ministerpräsident Norowyn Altanchujag (2009, 9. August 2012–2014)
- Tadschikistan
  - Staatsoberhaupt: Präsident Emomalij Rahmon (seit 1992)
  - Regierungschef: Ministerpräsident Oqil Oqilow (1999–2013)
- Turkmenistan
  - Staats- und Regierungschef: Präsident (2006–2022) (2006–2007 kommissarisch)
- Usbekistan
  - Staatsoberhaupt: Präsident Islom Karimov (1991–2016)
  - Regierungschef: Ministerpräsident Shavkat Mirziyoyev (seit 2003–2016) (seit 2020 Präsident)

## Australien und Ozeanien
- Australien
  - Staatsoberhaupt: Königin Elisabeth II. (1952–2022)
    - Generalgouverneurin: Quentin Bryce (2008–2014)

  - Regierungschef: Premierministerin Julia Gillard (2010–2013)
- Cookinseln (unabhängiger Staat in freier Assoziierung mit Neuseeland)
  - Staatsoberhaupt: Königin Elisabeth II. (1965–2022)
    - Queen’s Representative: Frederick Tutu Goodwin (2001–2013)

  - Regierungschef: Premierminister Henry Puna (2010–2020)
- Fidschi
  - Staatsoberhaupt: Präsident Epeli Nailatikau (2009–2015)
  - Regierungschef: Premierminister Frank Bainimarama (2007–2022) (2000, 2006–2007 Staatsoberhaupt)
- Kiribati
  - Staats- und Regierungschef: Präsident Anote Tong (2003–2016)
- Marshallinseln
  - Staats- und Regierungschef:
    - Präsident Jurelang Zedkaia (2009–10. Januar 2012)
    - Präsident Christopher Loeak (10. Januar 2012–2016)
- Mikronesien
  - Staats- und Regierungschef: Präsident Manny Mori (2007–2015)
- Nauru
  - Staats- und Regierungschef: Präsident Sprent Dabwido (2011–2013)
- Neuseeland
  - Staatsoberhaupt: Königin Elisabeth II. (1952–2022)
    - Generalgouverneur: Jerry Mateparae (2011–2016)

  - Regierungschef: Premierminister John Key (2008–2016)
- Niue (unabhängiger Staat in freier Assoziierung mit Neuseeland)
  - Staatsoberhaupt: Königin Elisabeth II. (1974–2022)
    - Queen’s Representative: Generalgouverneur von Neuseeland

  - Regierungschef: Premierminister Toke Talagi (2008–2020)
- Palau
  - Staats- und Regierungschef: Präsident Johnson Toribiong (2009–2013)
- Papua-Neuguinea
  - Staatsoberhaupt: Königin Elisabeth II. (1975–2022)
    - Generalgouverneur: Michael Ogio (2010–2017)

  - Regierungschef: Premierminister Peter O’Neill (2011–2019)
- Salomonen
  - Staatsoberhaupt: Königin Elisabeth II. (1978–2022)
    - Generalgouverneur: Frank Kabui (2009–2019)

  - Regierungschef: Premierminister Gordon Darcy Lilo (2011–2014)
- Samoa
  - Staatsoberhaupt: O le Ao o le Malo Tupuola Taisi Tufuga Efi (2007–2017) (1976–1982 Premierminister)
  - Regierungschef: Premierminister Sailele Tuilaʻepa Malielegaoi (1998–2021)
- Tonga
  - Staatsoberhaupt:
    - König George Tupou V. (2006–18. März 2012)
    - König Tupou VI. (seit 18. März 2012) (2000–2006 Premierminister)

  - Regierungschef: Premierminister Sialeʻataongo Tuʻivakanō (2010–2014)
- Tuvalu
  - Staatsoberhaupt: Königin Elisabeth II. (1978–2022)
    - Generalgouverneur: Iakoba Italeli (2010–2019)

  - Regierungschef: Ministerpräsident Willy Telavi (2010–2013)
- Vanuatu
  - Staatsoberhaupt: Präsident Iolu Abil (2009–2014)
  - Regierungschef: Premierminister Sato Kilman (2010–2011, 2011, 2011–2013, 2015–2016, 2023)

## Europa
- Albanien
  - Staatsoberhaupt:
    - Präsident Bamir Topi (2007–24. Juli 2012)
    - Präsident Bujar Nishani (24. Juli 2012–2017)

  - Regierungschef: Ministerpräsident Sali Berisha (2005–2013) (1992–1997 Präsident)
- Andorra
  - Kofürsten:
    - Staatspräsident von Frankreich Nicolas Sarkozy (2007̣–15. Mai 2012)
    - Staatspräsident von Frankreich François Hollande (15. Mai 2012–2017)
      - Persönliche/-r Repräsentant/-in: 
        - Christian Frémont (2008–21. Mai 2012)
        - Sylvie Hubac (21. Mai 2012–2015)

    - Bischof von Urgell Joan Enric Vives i Sicília (2003–2025)
      - Persönlicher Repräsentant: Josep Maria Mauri (2010–2023)

  - Regierungschef: Regierungspräsident Antoni Martí Petit (2011–2015, 2015–2019)
- Belgien
  - Staatsoberhaupt: König Albert II. (1993–2013)
  - Regierungschef: Ministerpräsident Elio Di Rupo (2011–2014)
- Bosnien und Herzegowina
  - Hoher Repräsentant für Bosnien und Herzegowina: Valentin Inzko (2009–2021)
  - Staatsoberhaupt:
    - Vorsitzender des Staatspräsidiums Željko Komšić (2007–2008, 2009–2010, 2011–10. März 2012, 2013–2014, 2019–2020, 2021–2022, 2023–2024, seit 2025)
    - Vorsitzender des Staatspräsidiums Bakir Izetbegović (10. März 2012–10. November 2012, 2014)
    - Vorsitzender des Staatspräsidiums Nebojša Radmanović (2006–2007, 2008–2009, 2010–2011, 10. November 2012–2013)

  - Staatspräsidium:
    - Bosniaken: Bakir Izetbegović (2010–2018)
    - Kroaten: Željko Komšić (2006–2014, seit 2018)
    - Serben: Nebojša Radmanović (2006–2014)

  - Regierungschef:
    - Ministerpräsident Nikola Špirić (2007–12. Januar 2012)
    - Ministerpräsident Vjekoslav Bevanda (12. Januar 2012–2015)
- Bulgarien
  - Staatsoberhaupt:
    - Präsident Georgi Parwanow (2002–22. Januar 2012)
    - Präsident Rossen Plewneliew (22. Januar 2012–2017)

  - Regierungschef: Ministerpräsident Bojko Borissow (2009–2013, 2014–2017, 2017–2021)
- Dänemark
  - Staatsoberhaupt: Königin Margrethe II.  (1972–2024)
  - Regierungschef: Ministerpräsidentin Helle Thorning-Schmidt (2011–2015)
  - Färöer (politisch selbstverwalteter und autonomer Bestandteil des Königreichs Dänemark)
    - Vertreter der dänischen Regierung: Reichsombudmann Dan Michael Knudsen (2008–2017)
    - Regierungschef: Ministerpräsident Kaj Leo Johannesen (2008–2015)

  - Grönland (politisch selbstverwalteter und autonomer Bestandteil des Königreichs Dänemark)
    - Vertreter der dänischen Regierung: Reichsombudsfrau Mikaela Engell (2011–2022)
    - Regierungschef: Ministerpräsident Kuupik Kleist (2009–2013)
- Deutschland
  - Staatsoberhaupt:
    - Bundespräsident Christian Wulff (2010–17. Februar 2012)
    - Bundesratspräsident Horst Seehofer (17. Februar 2012–18. März 2012) (kommissarisch)
    - Bundespräsident Joachim Gauck (18. März 2012–2017)

  - Regierungschef: Bundeskanzlerin Angela Merkel (2005–2021)
- Estland
  - Staatsoberhaupt: Präsident Toomas Hendrik Ilves (2006–2016)
  - Regierungschef: Ministerpräsident Andrus Ansip (2005–2014)
- Finnland
  - Staatsoberhaupt:
    - Präsidentin Tarja Halonen (2000–1. März 2012)
    - Präsident Sauli Niinistö (1. März 2012–2024)

  - Regierungschef: Ministerpräsident Jyrki Katainen (2011–2014)
- Frankreich
  - Staatsoberhaupt:
    - Präsident Nicolas Sarkozy (2007–15. Mai 2012)
    - Präsident François Hollande (15. Mai 2012–2017)

  - Regierungschef:
    - Premierminister François Fillon (2007–15. Mai 2012)
    - Premierminister Jean-Marc Ayrault (15. Mai 2012–2014)
- Griechenland
  - Staatsoberhaupt: Präsident Karolos Papoulias (2005–2015)
  - Regierungschef:
    - Ministerpräsident Loukas Papadimos (2011–16. Mai 2012)
    - Ministerpräsident Panagiotis Pikrammenos (16. Mai 2012–20. Juni 2012) (kommissarisch)
    - Ministerpräsident Andonis Samaras (20. Juni 2012–2015)
- Irland
  - Staatsoberhaupt: Präsident Michael D. Higgins (seit 2011)
  - Regierungschef: Taoiseach Enda Kenny (2011–2017)
- Island
  - Staatsoberhaupt: Präsident Ólafur Ragnar Grímsson (1996–2016)
  - Regierungschef: Ministerpräsidentin Jóhanna Sigurðardóttir (2009–2013)
- Italien
  - Staatsoberhaupt: Präsident Giorgio Napolitano (2006–2015)
  - Regierungschef: Ministerpräsident Mario Monti (2011–2013) (seit 21. Dezember 2012 kommissarisch)
- Kanalinseln[1]
  - Guernsey
    - Staatsoberhaupt: Herzogin Elisabeth II. (1952–2022)
      - Vizegouverneur: Peter Walker (2011–2015)

    - Regierungschef:
      - Chief Minister Lyndon Trott (2008–1. Mai 2012)
      - Chief Minister Peter Harwood (1. Mai 2012–2014)

  - Jersey
    - Staatsoberhaupt: Herzogin Elisabeth II. (1952–2022)
      - Vizegouverneur: John McColl (2011–2016)

    - Regierungschef: Chief Minister Ian Gorst (2011–2018)
- Kroatien
  - Staatsoberhaupt: Präsident Ivo Josipović (2010–2015)
  - Regierungschef: Regierungspräsident Zoran Milanović (2011–2016)
- Lettland
  - Staatsoberhaupt: Präsident Andris Bērziņš (2011–2015)
  - Regierungschef: Ministerpräsident Valdis Dombrovskis (2009–2014)
- Liechtenstein
  - Staatsoberhaupt: Fürst Hans-Adam II. (seit 1989)
    - Regent: Erbprinz Alois (seit 2004)

  - Regierungschef: Klaus Tschütscher (2009–2013)
- Litauen
  - Staatsoberhaupt: Präsidentin Dalia Grybauskaitė (2009–2019)
  - Regierungschef:
    - Ministerpräsident Andrius Kubilius (1999–2000, 2008–13. Dezember 2012)
    - Ministerpräsident Algirdas Butkevičius (13. Dezember 2012–2016)
- Luxemburg
  - Staatsoberhaupt: Großherzog Henri (seit 2000) (1998–2000 Regent)
  - Regierungschef: Ministerpräsident Jean-Claude Juncker (1995–2013)
- Malta
  - Staatsoberhaupt: Präsident George Abela (2009–2014)
  - Regierungschef: Premierminister Lawrence Gonzi (2004–2013)
- Isle of Man[1]
  - Staatsoberhaupt: Lord of Mann Elisabeth II. (1952–2022)
    - Vizegouverneur: Adam Wood (2011–2016)

  - Regierungschef: Premierminister Allan Bell (2011–2016)
- Mazedonien
  - Staatsoberhaupt: Präsident Gjorge Ivanov (2009–2019)
  - Regierungschef: Ministerpräsident Nikola Gruevski (2006–2016)
- Moldau
  - Staatsoberhaupt:
    - Parlamentspräsident Marian Lupu (2010–23. März 2012) (kommissarisch)
    - Präsident Nicolae Timofti (23. März 2012–2016)

  - Regierungschef: Ministerpräsident Vlad Filat (2009–2013)
  - Transnistrien (international nicht anerkannt)
    - Staatsoberhaupt: Präsident Jewgeni Schewtschuk (2011–2016)
    - Regierungschef: Ministerpräsident Pjotr Stepanow (18. Januar 2012–2013) (Amt neu geschaffen)
- Monaco
  - Staatsoberhaupt: Fürst: Albert II. (seit 2005)
  - Regierungschef: Staatsminister Michel Roger (2010–2016)
- Montenegro
  - Staatsoberhaupt: Präsident Filip Vujanović (2002–2003, 2003–2018) (1998–2003 Ministerpräsident)
  - Regierungschef:
    - Ministerpräsident Igor Lukšić (2010–4. Dezember 2012)
    - Ministerpräsident Milo Đukanović (1991–1998, 2003–2006, 2008–2010, 4. Dezember 2012–2016) (1998–2002, 2018–2023 Präsident)
- Niederlande
  - Staatsoberhaupt: Königin Beatrix (1980–2013)
  - Regierungschef: Ministerpräsident Mark Rutte (2010–2024)
  - Curaçao (Land des Königreichs der Niederlande)
    - Vertreter der niederländischen Regierung:
      - Gouverneur Frits Goedgedrag (2010–24. November 2012)
      - Gouverneurin Adèle van der Pluijm-Vrede (24. November 2012–2013)

    - Regierungschef: 
      - Ministerpräsident Gerrit Schotte (2010–29. September 2012)
      - Ministerpräsident Stenley Betrian (29. September 2012–31. Dezember 2012)
      - Ministerpräsident Daniel Hodge (31. Dezember 2012–2013)

  - Sint Maarten (Land des Königreich der Niederlande)
    - Vertreter der niederländischen Regierung: Gouverneur Eugene Holiday (2010–2022)
    - Regierungschef: Ministerpräsidentin Sarah Wescot-Williams (2010–2014)

  - Aruba (Land des Königreich der Niederlande)
    - Vertreter der niederländischen Regierung: Gouverneur Fredis Refunjol (2004–2016)
    - Regierungschef: Ministerpräsident Mike Eman (2009–2017)
- Norwegen
  - Staatsoberhaupt: König Harald V. (seit 1991)
  - Regierungschef: Ministerpräsident Jens Stoltenberg (2000–2001, 2005–2013)
- Österreich
  - Staatsoberhaupt: Bundespräsident Heinz Fischer (2004–2016)
  - Regierungschef: Bundeskanzler Werner Faymann (2008–2016)
- Polen
  - Staatsoberhaupt: Präsident Bronisław Komorowski (2010–2015)
  - Regierungschef: Ministerpräsident Donald Tusk (2007–2014, seit 2023)
- Portugal
  - Staatsoberhaupt: Präsident Aníbal Cavaco Silva (2006–2016) (1985–1995 Ministerpräsident)
  - Regierungschef: Ministerpräsident Pedro Passos Coelho (2011–2015)
- Rumänien
  - Staatsoberhaupt:
    - Präsident Traian Băsescu (2004–2014) (10. Juli 2012–28. August 2012 suspendiert)
    - Senatspräsident Crin Antonescu (10. Juli 2012–28. August 2012) (kommissarisch)

  - Regierungschef:
    - Ministerpräsident Emil Boc (2008–6. Februar 2012)
    - Ministerpräsident Cătălin Predoiu (6. Februar 2012–9. Februar 2012, 2023, 2025) (kommissarisch)
    - Ministerpräsident Mihai Răzvan Ungureanu (9. Februar 2012–7. Mai 2012)
    - Ministerpräsident Victor Ponta (7. Mai 2012–2015)
- Russland
  - Staatsoberhaupt:
    - Präsident Dmitri Medwedew (2008–7. Mai 2012) (2012–2020 Ministerpräsident)
    - Präsident Wladimir Putin (1999–2008, seit 7. Mai 2012) (1999–2000, 2008–2012 Ministerpräsident)

  - Regierungschef:
    - Ministerpräsident Wladimir Putin (1999–2000, 2008–7. Mai 2012) (1999–2008, seit 2012 Präsident)
    - Ministerpräsident Wiktor Subkow (2007–2008, 7. Mai 2012–8. Mai 2012) (kommissarisch)
    - Ministerpräsident Dmitri Medwedew (8. Mai 2012–2020) (2008–2012 Präsident)
- San Marino
  - Staatsoberhaupt: Capitani Reggenti
    - Gabriele Gatti (1. Oktober 2011–1. April 2012) und Matteo Fiorini (1. Oktober 2011–1. April 2012)
    - Maurizio Rattini (1996–1997, 1. April 2012–1. Oktober 2012) und Italo Righi (1. April 2012–1. Oktober 2012, seit 2025)
    - Teodoro Lonfernini (1. Oktober 2012–1. April 2013) und Denise Bronzetti (1. Oktober 2012–1. April 2013)

  - Regierungschef:         
    - Außenministerin Antonella Mularoni (3. Dezember 2008–5. Dezember 2012) (2013 Capitano Reggenti)
    - Außenminister Pasquale Valentini (5. Dezember 2012–2016)
- Schweden
  - Staatsoberhaupt: König Carl XVI. Gustaf (seit 1973)
  - Regierungschef: Ministerpräsident Fredrik Reinfeldt (2006–2014)
- Schweiz[2]
  - Bundespräsidentin Eveline Widmer-Schlumpf (1. Januar 2012–31. Dezember 2012)
  - Bundesrat:
    - Doris Leuthard (2006–2018)
    - Eveline Widmer-Schlumpf (2008–2015)
    - Ueli Maurer (2009–2022)
    - Didier Burkhalter (2009–2017)
    - Johann Schneider-Ammann (2010–2018)
    - Simonetta Sommaruga (2010–2022)
    - Alain Berset (1. Januar 2012–2023)
- Serbien
  - Staatsoberhaupt:
    - Präsident Boris Tadić (2004–5. April 2012)
    - Parlamentspräsidentin Slavica Đukić Dejanović (5. April 2012–31. Mai 2012) (kommissarisch)
    - Präsident Tomislav Nikolić (31. Mai 2012–2017)

  - Regierungschef:
    - Ministerpräsident Mirko Cvetković (2008–27. Juli 2012)
    - Ministerpräsident Ivica Dačić (27. Juli 2012–2014, 2017, 2024)

  - Kosovo (seit 2008 unabhängig, international nicht anerkannt)
    - Präsidentin Atifete Jahjaga (2011–2016)
    - Ministerpräsident Hashim Thaçi (2008–2014) (seit 2016 Präsident)
- Slowakei
  - Staatsoberhaupt:
    - Präsident Ivan Gašparovič (2004–2014)

  - Regierungschef:
    - Ministerpräsidentin Iveta Radičová (2010–4. April 2012)
    - Ministerpräsident Robert Fico (2006–2010, 4. April 2012–2018, seit 2023)
- Slowenien
  - Staatsoberhaupt:
    - Präsident Danilo Türk (2007–22. Dezember 2012)
    - Präsident Borut Pahor (22. Dezember 2012–2022) (2008–2012 Ministerpräsident)

  - Regierungschef:
    - Ministerpräsident Borut Pahor (2008–28. Januar 2012) (2012–2022 Präsident)
    - Ministerpräsident Janez Janša (2004–2008, 28. Januar 2012–2013, 2020–2022)
- Spanien
  - Staatsoberhaupt: König Juan Carlos I. (1975–2014)
  - Regierungschef: Ministerpräsident Mariano Rajoy (2011–2018)
- Tschechien
  - Staatsoberhaupt: Präsident Václav Klaus (1993, 2003–2013) (1993–1997 Ministerpräsident)
  - Regierungschef: Ministerpräsident Petr Nečas (2010–2013)
- Ukraine
  - Staatsoberhaupt: Präsident Wiktor Janukowytsch (2010–0214) (2002–2005, 2006–2007 Ministerpräsident)
  - Regierungschef: Ministerpräsident Mykola Asarow (2004, 2005, 2010–2014)
- Ungarn
  - Staatsoberhaupt:
    - Präsident Pál Schmitt (2010–2. April 2012)
    - Parlamentspräsident László Kövér (2. April 2012–10. Mai 2012, seit 2024) (kommissarisch)
    - Präsident János Áder (10. Mai 2012–2022)

  - Regierungschef: Ministerpräsident Viktor Orbán (1998–2002, seit 2010)
- Vatikanstadt
  - Staatsoberhaupt: Papst Benedikt XVI. (2005–2013)
  - Regierungschef: Präsident des Governatorats Giuseppe Bertello (2011–2021)
- Vereinigtes Königreich
  - Staatsoberhaupt: Königin Elisabeth II. (1952–2022) (gekrönt 1953)
  - Regierungschef: Premierminister David Cameron (2010–2016)
- Belarus
  - Staatsoberhaupt: Präsident Aljaksandr Lukaschenka (seit 1994)
  - Regierungschef: Ministerpräsident Michail Mjasnikowitsch (2010–2014)
- Republik Zypern
  - Staats- und Regierungschef: Präsident Dimitris Christofias (2008–2013)
  - Nordzypern (international nicht anerkannt)
    - Staatsoberhaupt: Präsident Derviş Eroğlu (2010–2015) (1985–1994, 1996–2004, 2009–2010 Ministerpräsident)
    - Regierungschef: Ministerpräsident İrsen Küçük (2010–2013)